# NGC 3858
NGC 3858 (również NGC 3866 lub PGC 36621) – galaktyka spiralna (Sa), znajdująca się w gwiazdozbiorze Pucharu. Należy do galaktyk Seyferta typu 2.
Odkrył ją Andrew Common w 1880 roku, jego odkrycie zostało skatalogowane przez Dreyera jako NGC 3866. Niezależnie w 1886 roku zaobserwował ją Francis Leavenworth, co skatalogowano jako NGC 3858.